# Emma Beddoes
Pour les articles homonymes, voir Beddoes.
Emma Beddoes, née le 29 août 1985 à Leamington Spa, est une joueuse professionnelle de squash représentant l'Angleterre. Elle atteint le 11e rang mondial en septembre 2015, son meilleur classement.

## Biographie
Emma Beddoes commence en 2003 sa carrière professionnelle et atteint le top 50 en moins de deux ans. Elle remporte dix titres sur le World Tour WSA grâce à sa force mentale reconnue par ses pairs. Lors des championnats du monde 2012 et 2013, elle est dans le premier tour du tableau principal, mais ne réussit pas à atteindre le tour suivant. En 2014, elle atteint finalement les huitièmes de finale pour la première fois.
Avec l'équipe d'Angleterre, elle remporte en 2011 et 2014 le championnat d'Europe par équipe et en 2014 le championnat du monde par équipe. Aux Jeux du Commonwealth de 2014, elle gagne avec Alison Waters la médaille de bronze en double. En 2015, elle fait à nouveau partie de l'équipe anglaise championne d'Europe.
Elle met fin à sa carrière en avril 2016. Trois mois plus tard , elle épouse le joueur de squash Eddie Charlton.

## Palmarès

### Victoires
- Championnat d'Europe par équipe : 3 titres (2011, 2014, 2015)
- Championnat du monde par équipe : 2014